# R. W. McQuarters
(en) Statistiques sur pro-football-reference
Robert William McQuarters II, plus communément appelé R. W. McQuarters (né le 21 décembre 1976 à Tulsa) est un joueur américain de football américain.

## Enfance
McQuarters va à la Booker T. Washington High School où il joue surtout au basket-ball.

## Carrière

### Université
Il entre à l'université d'État de l'Oklahoma où il intègre les équipes de football américain et basket-ball. En football, il joue aux postes de defensive back, wide receiver et kick returner. Il se fait surtout remarquer lors de ses deux dernières années universitaires où il combine des statistiques impressionnantes, notamment sur les retours de coup de pied.

### Professionnel
R. W. McQuarters est sélectionné au premier tour du draft de la NFL de 1998 par les 49ers de San Francisco, au vingt-huitième choix. Lors de sa première saison, il est surtout utilisé au poste de returner. Il va d'ailleurs être le joueur qui fera le plus de retours de punt lors de la saison 1998. Le 27 décembre 1998, il inscrit un son premier touchdown en professionnel sur un retour de punt de soixante-douze yards contre les Rams de Saint-Louis. Lors de sa première saison, il effectue quelques jeux au poste de cornerback avant d'être returner à plein temps lors de la saison 1999.
En 2000, il signe avec les Bears de Chicago où il trouve un poste de cornerback remplaçant. La saison suivante, on lui confie le poste de titulaire et il joue tous les matchs de la saison à ce poste. Le 24 décembre 2000, contre les Lions de Detroit, il intercepte une passe de Stoney Case qu'il retourne en touchdown de soixante-et-un yards. En 2001, il récupère un fumble de Michael Pittman, contre les Cardinals de l'Arizona et le retourne en touchdown. En 2002, McQuarters ne joue que neuf matchs durant cette saison mais revient la saison suivante, en 2003, où il dispute encore deux saisons dans cette équipe. Lors de ces deux dernières, il inscrit deux touchdowns sur retour de punt (un contre les Rams de Saint-Louis et un autre contre les Titans du Tennessee) ainsi qu'un touchdown sur un retour d'interception, après avoir intercepté une passe de Vinny Testaverde.
Son contrat prenant fin, McQuarters se retrouve agent libre (sans équipe). Son ancien entraîneur Steve Mariucci le rappelle et le fait signer avec les Lions de Detroit en 2005. Il joue l'ensemble des matchs de la saison dont onze comme titulaire mais n'y reste qu'une seule saison.
En 2007, McQuarters signe avec les Giants de New York. Il marque son dernier touchdown en professionnel, après un retour d'interception après avoir attrapé une passe de Matt Hasselbeck. La saison suivante, il apparaît de moins en moins comme cornerback, étant désigné comme punt returner titulaire. Lors du match de championnat de la conférence NFC, il intercepte une passe dans les dernières minutes contre les Cowboys de Dallas, assurant la qualification de son équipe pour le Super Bowl XLII, qu'il remporte quelques jours plus tard. Sa dernière saison le voit jouer de manière sporadique, se cantonnant à un rôle de remplaçant.

## Palmarès
- Joueur ayant le plus de retour sur punt de la saison 1998